# Мосининг
Мосининг (њем. Moosinning) општина је у њемачкој савезној држави Баварска. Једно је од 26 општинских средишта округа Ердинг. Према процјени из 2010. у општини је живјело 5.381 становника. Посједује регионалну шифру (AGS) 9177130.

## Географски и демографски подаци
Мосининг се налази у савезној држави Баварска у округу Ердинг. Општина се налази на надморској висини од 489 метара. Површина општине износи 40,0 km². У самом мјесту је, према процјени из 2010. године, живјело 5.381 становника. Просјечна густина становништва износи 135 становника/km².